# Qualificazioni al campionato mondiale di calcio 2014 - CAF - Prima fase

## Formula
La prima fase prevedeva dodici incontri di andata e ritorno a eliminazione diretta, a cui hanno partecipato le ventiquattro nazioni africane con ranking più basso. Le squadre sono state divise in due urne.
| Urna 1         | Urna 2              |
| -------------- | ------------------- |
| Mozambico      | Guinea-Bissau       |
| RD del Congo   | Guinea Equatoriale  |
| Togo           | Ciad                |
| Liberia        | eSwatini            |
| Tanzania       | Comore              |
| Rep. del Congo | Lesotho             |
| Kenya          | Eritrea             |
| Ruanda         | Somalia             |
| Etiopia        | Gibuti              |
| Namibia        | Mauritius           |
| Burundi        | Seychelles          |
| Madagascar     | São Tomé e Príncipe |

## Partite

### Risultati
| Squadra 1           | Totale      | Squadra 2      | Andata | Ritorno |
| ------------------- | ----------- | -------------- | ------ | ------- |
| Seychelles          | 0 – 7       | Kenya          | 0 – 3  | 0 – 4   |
| Guinea-Bissau       | 1 – 2       | Togo           | 1 – 1  | 0 – 1   |
| Gibuti              | 0 – 8       | Namibia        | 0 – 4  | 0 – 4   |
| Mauritius           | per ritiro  | Liberia        | –      | –       |
| Comore              | 1 – 5       | Mozambico      | 0 – 1  | 1 – 4   |
| Guinea Equatoriale  | 3 – 2       | Madagascar     | 2 – 0  | 1 – 2   |
| Somalia             | 0 – 5       | Etiopia        | 0 – 0  | 0 – 5   |
| Lesotho             | 3 – 2       | Burundi        | 1 – 0  | 2 – 2   |
| Eritrea             | 2 – 4       | Ruanda         | 1 – 1  | 1 – 3   |
| eSwatini            | 2 – 8       | RD del Congo   | 1 – 3  | 1 – 5   |
| São Tomé e Príncipe | 1 – 6       | Rep. del Congo | 0 – 5  | 1 – 1   |
| Ciad                | 2 – 2 (gfc) | Tanzania       | 1 – 2  | 1 – 0   |

- Mauritius si è ritirata dalla competizione il 31 ottobre 2011[1].

### Andata
| Arbitro: | Sosthene Ngbokaye |

|  |           |                                                                  |
|  | Marcatori | 1’ Moussilou 5’ Douniama 27’ Malonga 54’ Oniangue 69’ Tchilimbou |

| Arbitro: | Tessema Bamlak |

|  |           |                                       |
|  | Marcatori | 13’ 52’ Bester 50’ Kaimbi 88’ Urikhob |

| Arbitro: | David Jane |

|  |           |                 |
|  | Marcatori | 54’ (rig.) Miro |

| Arbitro: | Mamadou Keïta |

|           |           |                |
| Tekle 35’ | Marcatori | 58’ Uzamukunda |

| Arbitro: | Janny Sikazwe |

|             |           |                                     |
| Shongwe 63’ | Marcatori | 18’ Kaluyituka 22’ Mputu 72’ Bokese |

| Arbitro: | Eric OTOGO-CASTANE |

|                                     |           |  |
| Juvenal 20’ (rig.) Randy 74’ (rig.) | Marcatori |  |

| Arbitro: | Bunmi Ogunkolade |

|          |           |                       |
| Labo 16’ | Marcatori | 11’ Ngassa 80’ Hamadi |

| Arbitro: | Malang Diedhiou |

|                 |           |           |
| De Carvalho 38’ | Marcatori | 32’ Gakpé |

| Arbitro: | Denis Batte |

|  |           |                            |
|  | Marcatori | 41’ Ochieng 75’ 81’ Oliech |

| Arbitro: | Reinhold Shikongo |

|              |           |  |
| Ramabele 82’ | Marcatori |  |

| Gibuti 12 novembre 2011, ore 15:45 UTC+3 | Somalia        | 0 – 0 referto | Etiopia | Stade National El Hadj Hassan Gouled\| Arbitro: \| Hassan Ourouke \| |
| Arbitro:                                 | Hassan Ourouke |               |         |                                                                      |

### Ritorno
| Arbitro: | Anthony Ramsy Raphael |

|                                 |           |                       |
| Amissi 29’ Ndikumana 88’ (rig.) | Marcatori | 16’ Tale 22’ Mothoana |

| Arbitro: | Joshua Bondo |

|                                   |           |            |
| Karekezi 4’ Iranzi 70’ Botoka 79’ | Marcatori | 89’ Tedros |

| Arbitro: | Oumar Mahamat Tahir |

|             |           |                |
| N'Ganga 56’ | Marcatori | 50’ Dos Santos |

| Arbitro: | Jean-Michel Moukoko |

|                                            |           |             |
| Mputu 8’ 49’ Kaluyituka 46’ 61’ Ilunga 66’ | Marcatori | 63’ Shongwe |

| Arbitro: | Mal Souley Mohamadou |

|                 |           |  |
| Jonas 3’ (aut.) | Marcatori |  |

| Arbitro: | Nunkoo |

|                                    |           |           |
| Rajoarimanana 54’ Ramanamahefa 90’ | Marcatori | 24’ Viera |

| Arbitro: | Victor Gomes |

|                                                 |           |  |
| Mandela 19’ Oliech 36’ Mulama 45+1’ Wanyama 74’ | Marcatori |  |

| Arbitro: | Hamada Nampiandraza |

|  |           |          |
|  | Marcatori | 47’ Labo |

| Arbitro: | Ruzive Ruzive |

|                                                |           |              |
| Domingues 26’ Sitoe 45’ Whiskey 59’ Bauque 84’ | Marcatori | 72’ Youssouf |

| Arbitro: | Samuel Chirinda |

|                                        |           |  |
| Isaacks 17’ Kaimbi 34’ 58’ Urikhob 81’ | Marcatori |  |

| Arbitro: | Med Saïd Kordi |

|                                           |           |  |
| Okwury 5’ Bekele 62’ 65’ Kebede 87’ 90+2’ | Marcatori |  |